# هارفي (فلم)
هارفي (بالإنجليزية: Harvey) هو فيلم كوميدي تم إنتاجه في الولايات المتحدة وصدر في سنة 1950.

## طاقم التمثيل
- جيمس ستيوارت

## الميزانية والإيرادات
حقق أرباحا تقدر بـ 2.6 مليون دولار ( rentals).

### ترشيحات وجوائز
| السنة | الحدث          | الفئة                   | النتيجة |
| ----- | -------------- | ----------------------- | ------- |
|       | جائزة الأوسكار | أفضل ممثلة في دور مساعد | فوز     |

## وصلات خارجية
- مقالات تستعمل روابط فنية بلا صلة مع ويكي بيانات